# Fukunishiki (manzana)
Fukunishiki (en japonés: 富久錦) es el nombre de una variedad cultivar de manzano (Malus domestica). 
Un híbrido de manzana del cruce de 'Ralls Janet' x 'Delicious'. Criado en 1933 en la "Estación Experimental de Manzanas de Aomori" Japón. Fue introducido en las redes comerciales en 1949. Las frutas tienen una pulpa firme y crujiente con un sabor subácido. Tolera la zona de rusticidad delimitada por el departamento USDA, de nivel 5.

## Sinonimia
- "Tomihisa Nishiki",
- "Fukin-Ishuki",
- "Fukonishiki".

## Historia
'Fukunishiki' es una variedad de manzana, híbrido del cruce de 'Ralls Janet' x 'Delicious'. Desarrollado y criado a partir de Parental-Madre 'Ralls Janet' mediante una polinización por Parental-Padre la variedad 'Delicious'. Criado en 1931 en la "Estación Experimental de Manzanas de Aomori" Japón. Fue introducido en las redes comerciales en 1948.
'Fukunishiki' está cultivada en diversos bancos de germoplasma de cultivos vivos tales como en National Fruit Collection (Colección Nacional de Fruta) de Reino Unido con el número de accesión: 1953-001 y Nombre Accesión : Fukunishiki.

## Características
'Fukunishiki' árbol de extensión erguida, de vigor moderadamente vigoroso, portador de espuela. Tiene un tiempo de floración que comienza a partir del 7 de mayo con el 10% de floración, para el 12 de mayo tiene una floración completa (80%), y para el 20 de mayo tiene un 90% caída de pétalos. Vigoroso. Necesita un largo período de maduración para madurar completamente. La fruta crece en racimos.
'Fukunishiki' tiene una talla de fruto medio tendiendo a pequeño; forma oblonga, a menudo con alargamiento en un lado, altura 62.00mm, y anchura 69.00mm; con nervaduras medias, y corona muy débil; epidermis tiende a ser dura con color de fondo verde amarillento, con un sobre color marrón, importancia del sobre color de medio a alta, y patrón del sobre color rayas / chapa, presentando un rojo lavado con algunas rayas débiles y rotas en las caras expuestas al sol, "russeting" (pardeamiento áspero superficial que presentan algunas variedades) bajo; cáliz tamaño mediano y abierto, ubicado en una cuenca poco profunda y estrecho; pedúnculo medio robusto y bastante corto, apenas llega por encima de los hombros de la manzana, un poco de "russeting" se extiende desde la cavidad de profundidad media y en forma de embudo; carne de color crema, crujiente. Sabor jugoso, dulce con un suave sabor a pera melosa.
Su tiempo de recogida de cosecha se inicia a mediados de octubre. Se mantiene bien durante tres meses en cámara frigorífica.

## Usos
Una excelente manzana para comer en postre de mesa.

## Ploidismo
Triploide, polen estéril. Grupo de polinización: D, Día 12.